# Toskebleikjene
Toskebleikjene est une île norvégienne du comté de Hordaland appartenant administrativement à Bømlo.

## Description
Sont regroupés en réalité sous ce nom une dizaine d'îlots désertiques à fleur d'eau qui s'étendent sur environ 1,032 km de longueur pour une largeur approximative de 177 m.